# Lavett

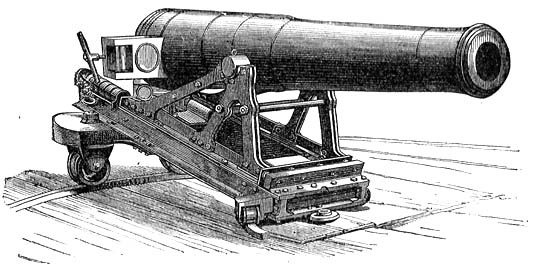
Krupps 32-pundiga bakladdningskanon på lavett.

Lavett eller lavettage (av franska: l'affût, ”stödet, stativet”), även vagga eller bock, är den ställning eller det underrede av trä, järn eller stål som en kanon, haubits, mörsare, kulspruta eller annan typ av tung pjäs monteras i, eller stöds mot. Ordet lavett används även för utskjutningsanordningar för robotar. 
Lavettagets uppgift är främst att bära upp eldröret, möjliggöra dess inriktande och att ta upp den rekyl som uppstår vid skottlossningen. 
Lavetter kan vara fasta eller rörliga. En fast lavett är fästad vid underlaget medan en rörlig lavett är försedd med hjul så att den kan transporteras bakom hästar eller ett dragfordon. En lavett kan också vara fartygs- eller fordonsmonterad - det vill säga ett fast lavettage som skruvats fast i ett fartyg eller ett markfordon.

## Historia
I äldre tider tillverkades lavetter av trä, främst ek. De bestod typiskt av två kraftiga balkar, kallade lavettsidor, som var förbundna med varandra med hjälp av tvärslåar. Eldröret vilade med sina tappar direkt i lavettsidorna. Denna typ av lavetter är ofta försedda med stora vagnshjul. 
Lavettens bakre del kallas svans och riktningen i sidled skedde genom att svansen baxades åt endera hållet. Riktning i höjdled utfördes med träkilar som trycktes in under eldrörets bakända.
På örlogsfartyg kallades en lavett ofta för låda eftersom den hade sådan form.
Från mitten av 1800-talet började man tillverka lavetterna till större, fasta, artilleripjäser av stål. Denna typ benämns vallavettage eftersom den placerades bakom en fästningsvall.  
Den är oftast ledat förankrad i en fästpunkt i vallen, och pjäsen riktas i sida genom att hela lavetten vrids kring denna punkt. 
En vallavett är delad i två delar – en överdel, kallad överlavett – och en nederdel, kallad underlavett. Underlavetten utgör ett lutande plan på vilket överlavetten glider upp när kanonen avfyras. 
Från 1870-talet har även lavetter till rörliga fältpjäser varit tillverkade av metall och oftast försedda med någon form av mekanisk höjdriktning i form av en kuggbåge eller en rörelseskruv. Men fortfarande hade fältartilleriets kanoner ingen anordning för att ta upp rekylen, utan hela pjäsen rullade bakåt vid eldgivning. Kring sekelskiftet dök de första fältpjäserna med så kallad eldrörsrekyl upp. Pjäsen kunde nu stå stilla vid skottlossning eftersom rekylen fångades upp av ett system av fjädrar och hydrauliska dämpare inbyggda i lavetten. Eftersom eldröret inte längre vilade direkt i lavetten kunde man samtidigt införa någon form av mekanisk sidriktning. Denna var dock i regel begränsad till några få grader åt vardera hållet.
Nästa stora steg i utvecklingen var när man på 1920-talet gick ifrån helsvanslavetter till förmån för V-lavetter. 
Denna typ har två stycken lavettben som vid gruppering av pjäsen fälls ut åt vardera sidan - så att lavetten uppifrån sett får formen av ett V. Fördelen med denna var att både sid- och höjdriktfält ökade kraftigt. 
Till luftvärnskanoner används andra lavettyper. Vanligast är korslavetten, som sedda uppifrån har formen av ett kors.
Även för V- och korslavetter talar man om underlavett och överlavett. Här är överlavetten den del som kan riktas i sidled, medan underlavetten är den del som står stilla på marken.
Till en granatkastare består lavetten enbart av två stycken ben, mot vilket eldröret stöds. Eldrörets bakända vilar direkt mot en platta som ligger på marken.

## Rörliga lavettage

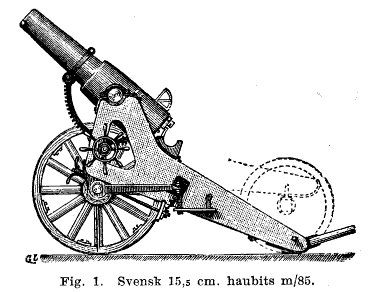
Svensk 15,5 cm haubits m/85.

De rörliga lavettagen är vanligen försedda med hjul för transport och dessa kallas för hjullavettage. Den del av lavettaget, som bär eldröret, kallas lavett. Man har dock aldrig bestämt fastslagit detta ords betydelse: i allmänhet anses det numera att ordet enbart skall beteckna det närmaste underlaget vid ett hjullavettage, det vill säga en hjullavett. I fråga om äldre pjäser användes ordet även för att beteckna en del av det fasta lavettaget, den del som eleverar eldröret och som följer eldröret rekylen. Ett hjullavettage bestod tidigare av en föreställare, det vill säga en liten vagn som dels var avsedd för att haka på lavetten till ett körfordon, dels för att förvara viss extrautrustning, såsom ammunition, skjutredskap med mera, samt en lavett, som utgjorde lavettagets huvudbeståndsdel och som till stor del påverkade pjäsens skjutegenskaper. Hjullavettage användas numera till fält-, bergs- och positionspjäser, de användes även till äldre belägringspjäser och till de delar av fästningsartilleriets pjäser, som tillhörde den så kallade rörliga bestyckningen, det vill säga de pjäser som var avsedda för användning i förterrängen och fortmellanrummen. Man använde även hjullavettage för belägringsartilleriets grova, där de kom att ersätta släplavettag som tidigare använts. Bergskanonerna saknade vanligtvis föreställare, eftersom de inte var avsedda för att köras, utan att bäras på hästrygg. Lavetten, som var en vanlig hjullavett liknande fältkanonens, dock i förminskad skala, var tillverkad så att den enkelt kunde plockas isär i för bärningen lämpliga packbördor, det vill säga bördor som vägde högst 100 kg. Bergskanonlavettetterna kunde plockas isär så att man vanligtvis fick 4 packbördor, till exempel 1. vagga och rekyl-häminrättning, 2. lavettens framdel (framlavett), 3. lavettens bakdel (baklavett), lavetthjul och skälmar,
4. lavettaxel och sköld. - Hjullavetterna gjordes före 1870-71 års krig av trä, därefter av stål. Före införandet av snabbskjutande pjäser var eldröret alltid stelt förenat med lavetten. Man kunde dock elevera eldröret med lavettens tappar. Pjäsen kunde dock inte sidriktas i denna typ av lavett. Lavetten utgjordes av två sidstycken, lavettsidor, som framtill var försedda med tapplager för eldrörets tappar. Lavettens främre del kallades för bröst och dess bakre del för svans. Lavettsidorna hölls samman med bultar samt så kallade kalfar (en förvridning av det ursprungliga namnet "kolf"), som var fastnitade tvärplåtar sp, befann sig mellan lavettsidorna. De kallades bröst-, mellan- eller svanskalv. Ungefär vid mitten av lavettsidorna märkes riktinrättningen, som före införandet av de snabbskjutande pjäserna enbart bestod av höjdriklinrättning. Denna utgjordes vanligen av ett riktskruvhus och två riktskruvar mellan lavettsidorna, en inre och en yttre, som kunde ut- och inskruvas i förhållande till varandra

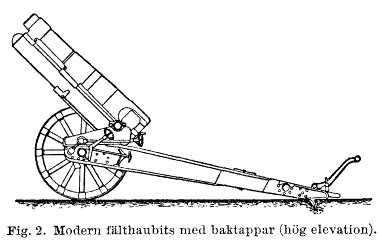
Fälthaubits med baktappar (hög elevation).

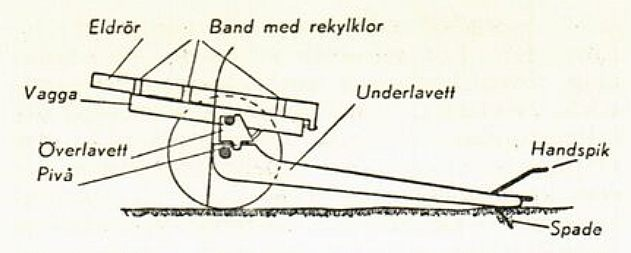
Hjullavett med eldrörsrekyl.

I fråga om kastpjäser, som hade en mycket hög elevation, använde man i stället för riktskruvar en kuggbåge, som kunde justeras med ett kugghjul som fanns mellan lavettsidorna. Pjäsens eleverades av riktaren genom att han vred en höjdratt. Vid lavettsvansen hade man fäst en handspik, med vars hjälp lavettsvansen vid sidriktningen föres åt endera sidan (man kallade det för att "lavetten svansas"). Lavettsidorna vilade framtill på lavettaxeln och där satt även lavetthjulen. För att minska påfrestningen av lavettaxelns fanns det två axelsträvor, som gick från axeln tätt innanför hjulet till lavettsidan. Övergången till snabbskjutande pjäser gjordes möjlig genom att man uppfann sådana lavettkonstruktioner, att lavetten vid skjutning kunde förbli stillastående. Man hade inledningsvis stora problem att skapa en sådan lavett, men i början av 1900-talet lyckades man, genom att fortsatte utveckla den lavettkonstruktion som användes av fransmännen i sin fältkanon m/97. I de lavetter som användes under de två världskrigen vilade eldröret på en så kallade vagga, så att det kunde glida på dennas övre plana del, rekylbanan. I vaggan, som vanligen hade formen av en sluten, fyrkantig plåtkista, befann sig rekylhäminrättningen. Denna bestod antingen av en vätskebroms (se Hydraulisk broms) med starka spiralfjädrar av stål för att föra fram eldrörets efter rekylen eller av en så kallad hydro-pneumatisk broms i vilken kraften till framförandet fås från komprimerad luft i stället för fjädrar. Lavetten fästes i marken med en upp- och nedfällbar spade i svansen, svansspaden. När man avfyrade det första skottet pressades denna ned i marken. Ju längre rekyl eldröret erhöll på vaggan, desto mindre blev motståndet i bromsen och därmed även trycket mot svansspaden. Detta berodde därför i främsta rummet på den rekyllängd, som man konstruerat åt eldröret, ifall svansspaden förmådde låsa fast lavetten så säkert att den förblev stillastående vid skjutningen. Man strävade alltså ständigt efter så lång eldrörsrekyl som möjligt, men man hade i allmänhet inte nått över 1,5 m. Vid kastpjäser mötte det till en början en del svårigheter att åstadkomma tillräckligt lång eldrörsrekyl, eftersom eldrörets bakdel vid hög elevation stötte i marken. Detta förhindrades genom att tapparna anbringades i höjd med eldrörets bakre del, så kallade baktappar, med vilka denna del vid hög elevation kommer på större avstånd från marken, eller genom att man införde en så kallad föränderlig eldrörsrekyl, vilket innebar att man kunde ta ut en relativt lång rekyl på vaggan då eldröret hade låg elevation, det vill säga då marken inte hindrar, men att denna rekyl genom en automatiskt skeende omställning inuti vätskebromsen successivt förkortas, i den mån elevationen ökas. Vid lavetter med eldrörsrekyl finns tapparna inte som tidigare på eldröret, utan på vaggan. Denna vilar under en överlavett med tapplager och höjdriktinrättning. Eldröret och vaggan kan då eleveras gemensamt. Överlavetten är vanligen undertill försedd med en lodrät pivå, som lagras i ett pivålager på den så kallade underlavetten på sånt sätt, att överlavetten kan vridas i sidled en mindre vinkel (4°-8°) på underlavetten. Därigenom får man en begränsad sidriktning inom lavetten, det vill säga utan den tidsödande svansningen. Överlavettens vridning utföres med sidriktinrättningen som manövreras med en sidratt. Underlavettens konstruktion och utseende motsvarar de äldre lavetterna med den skillnaden, som beror på, att tapplagren ersatts med ett pivålager samt att svansspade och sköld tillkommit. 
Senare började de enskilda vapenfabrikanterna tillverka lavetter efter ett nytt system, som medförde väsentliga förbättringar. Grunden här är, att den energi, som eldröret erhöll vid framfarten, det vill säga vid rörelsen framåt efter fullbordad rekyl, utnyttjades till minskande av rekylen vid nästa skott. Detta åstadkom man på följande sätt. Då skjutning skall inledas, förs eldröret tillbaka i rekylerat läge med en spänninrättning och låses fast där. Då skottet sedan skall avlossas frigörs eldröret, varefter det förs framåt av den spända rekylfjädern med tilltagande hastighet. Vid slutet av framfartsrörelsen, då alltså eldrörets framfartshastighet är ett maximum, sker avfyrningen automatiskt, och eldröret rekylerar, sedan framfartsenergin konsumerats, till sitt förra tillbakadragna läge, där det på nytt automatiskt fastlåses. Man beräknade att eldrörets rekylenergi på detta sätt minskas till 1/4 av vad som tidigare gällde. Man kunde då bland annat utnyttja detta för att förkorta eldrörets rekylväg (se Rekyl). - Till de rörliga lavettagen kan man räkna kulsprutelavettagen, som på grund av sin betydligt lägre vikt kan bäras korta sträckor av en man. De består allmänhet av en trefotställning, på vilken kulsprutan vilar, så att den för riktningens utförande kan eleveras och vridas i sidled (se Kulspruta).

## Fasta lavettage
Fasta lavettage fanns av många olika slag beroende på pjässlaget och uppställningsplatsens beskaffenhet. Därav följde också en mängd olika benämningar, såsom släp-, block-, pivå-, ram-, torn- och självsänkande lavettage. 

### Släp- och blocklavettage

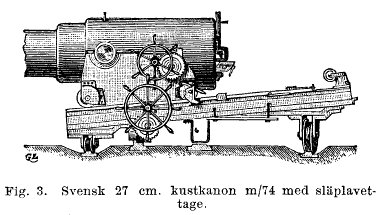
Svensk 27,0 cm kustkanon m/74 med Släplavettage

Vid släplavettage vilar eldröret med horisontala tappar i en lavett som består av två trapetsformade sidstycken, som vid rekylen glider med sin underkant på den underliggande släpan eller, som den vid sjöartilleriet kallas, kursören. Dennas huvuddel utgörs av två parallella längsgående släpbalkar, på vilkas överkant lavetten glider. Släpbalkarna höjer sig bakåt, så att ett lutande plan bildas. 
Därigenom motverkades dels lavettens rekyl, dels åstadkom man dess framrullning efter rekylen. För det sistnämnda ändamålet var lavetten undertill försedd med två par små hjul eller rullar, bröst- och svansrullar, som vid rekylens slut tvingades ned, så att lavetten kom att vila på desamma. På en del äldre fartygskanoner hämmades rekylen också med ett tåg, så kallade brok, som var spända från lavetten till kursören eller fartygssidan. En del av de pjäser som användes i början på 1900-talet hade en vätskebroms (se Hydraulisk broms) mellan lavetten och släpan.
Släpan var vanligen så, att den var vridbar kring en i bäddningen fäst lodrät pivå och man kunde därmed föra pjäsen i sidled. Vridningen åstadkoms genom att släpan var försedd med hjul, som löpte längs en i bäddningen nedlagd cirkelböjd skena. Släplavettagen användes förr i stor utsträckning till fästnings-, kust- och fartygspjäser, men ersattes senare av tornlavettag (som idag närmast ersatts av robotar). De användas mest till belägringsartilleriets grova (21 - 27 cm) mörsare och plockade vid transport isär så, att eldröret, lavetten, släpan och bäddningen bildade var sin fordonslast på omkring 4 000 kg. En förenklad form av släplavettage utgjorde de vid sjöartilleriet förut använda så kallade halvkursörlavettagen, vars släpa var så kort att endast lavettens framdel vid rekylen vilade på densamma. Bakdelen gled på däcket med hjälp av stytsor och en mellanliggande släpdyna.  Om man helt uteslöt släpan får man ett så kallat blocklavettage, som förr användes i stor utsträckning, särskilt till belägringsartilleriets grova mörsare. Dessa var på en del ställen i bruk ända in på 1930-talet. Eldröret vilade här i en blocklavett av samma slag som vid släplavettaget, men lavettens underkant vilar direkt på bäddningen. Rekylen hämmades vanligen genom rekylkilar. Rekylkilarna fungerade så att lavettens framända hade små hjul som fick pjäsen att rulla upp på rekylkilen vid rekyl. En 21,0 cm belägringsmörsare bildade vid transport 2-3 fordonslaster, eldröret en och lavetten en och bäddningen en eller två fordonslaster. Blocklavetterna utgjorde förr den enklaste formen för lavetter till grövre pjäser. De var då antingen massiva, av ett enda trästycke, eller av två trästycken, som var förenade med bultar och kalvar. Med två par låga hjul eller trärullar kunde de förflyttas på ett golv eller ett fartygsdäck. De kallades i Sverige till en början sjörappertar, lådor eller styckelådor, senae kanonlådor, fyrarullalådor med mera.

### Pivålavettage

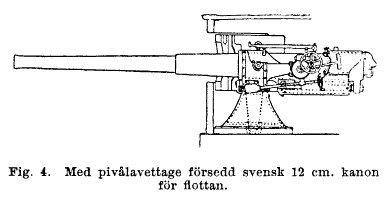
Svensk 12,0 cm kanon för flottan, försedd med pivålavettage.

Pivålavettagen var en typ av fast lavettage som främst användes till fartygspjäser. Eldröret vilade hos dessa vanligen i en cylindrisk rekylmantel, i vilken det rekylerade och framfördes med hjälp av en vätskebroms, kombinerad med stålfjädrar eller komprimerad luft efter samma system som vid hjullavetterna. Rekylmanteln vilade med horisontella tappar i en pivågaffel och kunde eleveras i denna tillsammans med eldröret. 
Pivågaffeln var vridbar i sidled i ett underliggande, fast pivålager. 

### Ramlavettage

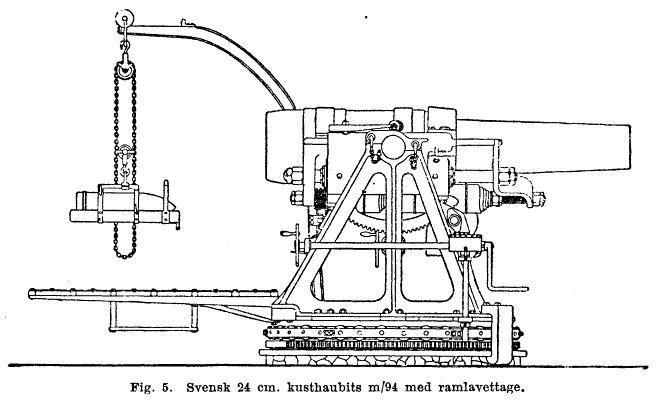
Svensk 24,0 cm kusthaubits m/94 med ramlavettage.

Pivålavettagen kan anses vara besläktade med ramlavettagen. Ramlavettagen användes vid grova kastpjäser, som inte behövde apteras för transport, till exempel kustartilleriets. De skiljde sig från pivålavettagen genom att rekylmanteln vilade på två vertikala ramar, mellan vilka eldrörets bakre del hade plats att svängas ned, så den krävda höga elevationen kunde uppnås för kastpjäsen. Genom att ramen var vridbar i sidled med en rullkrans på en fast vändskiva, kunde sidriktningen tas ut.

### Tornlavettage
Tornlavettagen användes för pjäser som var uppställda i pansartorn. Hos flera av dessa bildade tornet självt en del av lavettaget, i och med att det användes för att åstadkomma stum rekylbegränsning. Eldröret var för detta ändamål försett
med ett särskilt embrasyrstycke, som noga passade till embrasyren i pansarkupolen och som i övrigt hade till uppgift dels att tjänstgöra som tappaxel vid pjäsens eleverande, dels att överföra
rekyltrycket på kupolen. Då skjutning inte förekom, kunde eldröret lösgöras från embrasyrstycket och svingas in i tornet, varvid det balanseras av en motvikt. Pjäsens sidriktande skedde på det sätt,
att hela pansarkupolen och den därmed fast förenade pjäsen kringvreds med hjälp av en rullkrans och vändskiva. Var embrasyrstycket förlagt till själva mynningen, kunde embrasyren göras minimal, vilket gjorde pjäsen mindre sårbar. Sådana lavettage, med så kallade minimalembrasyr, användes ofta till pansartorn för grövre fästningspjäser, och också på 1890-talet till pjäser i fasta pansarkasematter. I det senare fallet skedde även sidriktningen med eldrörets svängning kring mynningen och embrasyrstycket gjordes därför kulformat.

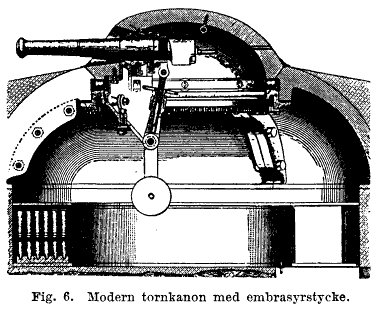
Tornkanon med embrasyrstycke.
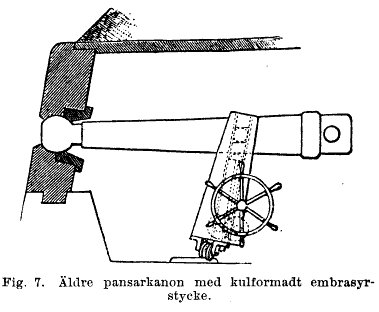
Äldre pansarkanon med kulformat embrasyrstycke.

### Självsänkande lavettage

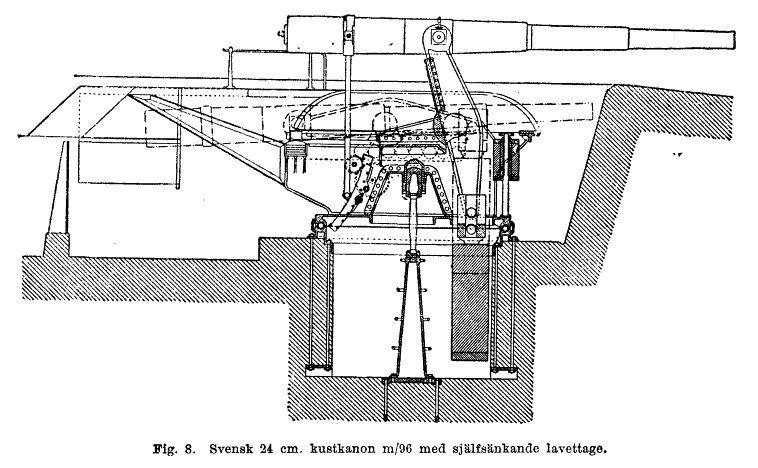
Svensk 24,0 cm kustkanon m/96 med självsänkande lavettage.

De självsänkande lavettagen användes främst av kustartilleriets grövsta kanoner i slutet av 1800- till mitten av 1900-talet, eftersom pansartorn skulle bli så dyra på grund av eldrörets stora längd. Pjäsen befann sig i detta fall i en kanonbrunn med eldröret upphöjt, så att skjutning över brunnens kant kunde utföras.
Då skottet avlossats, sänktes eldröret genom rekylens inverkan ned i brunnen och fastlåstes där, så att det var fullt skyddat från fiendesidan. I detta nedsänkta läge laddades och riktades pjäsen, varefter eldröret höjdes igen med hjälp av en motvikt eller komprimerad luft och man kunde åter igen avlossa ett skott. Dessa självsänkande lavettage var inte så användbara vid landfästningar, eftersom de kunde bli beskjutna med kasteld, varvid brunnen inte lämnade något skydd. Systemet var dock användbart vid det tidiga 1900-talets kustfästningar då faran för kasteld var utesluten. Senare, när kastpjäser infördes hos de större artillerifartygen upphörde även denna fördel.